# Lewon Ter-Petrosjan
Lewon Ter-Petrosjan (orm. Լևոն Տեր-Պետրոսյան; ros. Левон Тер-Петросян, ur. 9 stycznia 1945 w Aleppo) – ormiański polityk, pierwszy prezydent niepodległej Armenii od 11 listopada 1991 do 3 lutego 1998. Kandydat w wyborach prezydenckich w 2008 roku.

## Życiorys

### Edukacja, wczesna działalność
Urodzony w Syrii, od 1946 przebywał w Armenii radzieckiej razem z całą rodziną. Po ukończeniu studiów został zatrudniony w Akademii Nauk Armeńskiej Socjalistycznej Republiki Radzieckiej. W 1972 obronił dysertację doktorską. Od 1978 pracował w Matenadaranie. W 1987 uzyskał stopień doktora habilitowanego w zakresie nauk filologicznych. Należał do założycieli i przywódców Komitetu „Karabach”, który stawiał sobie za cel budowę narodowego, jednolitego etnicznie niepodległego państwa ormiańskiego. Ter-Petrosjan publicznie wymieniał wśród ziem, które Komitet pragnął włączyć do Armenii, Górski Karabach, Nachiczewan, Armawir, Gandżę, Geranboj, Achalkalaki oraz część Turcji. W grudniu 1988 aresztowany razem z innymi członkami organizacji, został zwolniony w maju roku następnego.
W 1989 został deputowanym Rady Najwyższej Armeńskiej Socjalistycznej Republiki Radzieckiej, zaś od 1990 – Republiki Armenii. 4 sierpnia 1990 był przewodniczącym jej prezydium. W 1991 został pierwszym prezydentem niepodległej Armenii.

### Prezydent
Jako prezydent Armenii silnie wspierał działania Ormian z Górskiego Karabachu, ukierunkowane na jego przyłączenie do Armenii. Na arenie międzynarodowej władze ormiańskie konsekwentnie zaprzeczały swojemu zaangażowaniu w konflikt o Górski Karabach, tymczasem w wystąpieniach na terenie kraju Ter-Petrosjan podkreślał wsparcie, jakiego udzielał Ormianom w regionie. Nawet po zajęciu przez Ormian Şuşy 9 maja 1992 Ter-Petrosjan twierdził, iż poczynania Ormian i Azerów karabachskich nie mogą już być kontrolowane przez władze Azerbejdżanu i Armenii. Dopiero po zajęciu korytarza laczińskiego, stanowiącego połączenie Górskiego Karabachu z Armenią, prezydent oficjalnie potwierdził zaangażowanie swojego państwa w konflikt, twierdząc jednak, że celem ormiańskiej ofensywy było zapewnienie dostaw żywności i lekarstw dla miejscowych Ormian. W maju 1992, gdy siły ormiańskie kontrolowały już cały Górski Karabach, prezydent Armenii zaapelował do ONZ o skierowanie na jego terytorium sił pokojowych w miejsce wycofanych wojsk radzieckich, twierdząc, że obecność sił stabilizacyjnych jest niezbędna dla zapewnienia Ormianom bezpieczeństwa. Usprawiedliwiał dokonywanie czystek etnicznych na Azerach, ich wypędzenie z Armenii, uznając je za przejaw prawa Ormian do samostanowienia. Szowinistyczne hasła głoszone w mediach usprawiedliwiał z kolei koniecznością respektowania zasad wolności wypowiedzi.
Ter-Petrosjan nie zdecydował się na uznanie Górskiego Karabachu. Wyszedł z założenia, że jeśli Armenia będzie pierwszym krajem uznającym nowe państwo na arenie międzynarodowej, gest ten zostanie źle odebrany przez społeczność międzynarodową i nie posłuży interesom ormiańskim na Kaukazie. Stanowisko to stało się przyczyną ostrego konfliktu prezydenta z ormiańskimi nacjonalistami, w tym z Armeńską Federacją Rewolucyjną (dasznakami). Stanowczo sprzeciwiali się oni próbom porozumienia z Azerbejdżanem, dążąc do szybkiego i jednostronnego rozstrzygnięcia sporu – wcielenia regionu do Armenii. Atakowany przez dasznaków Ter-Petrosjan zareagował wydaleniem z kraju przywódcy partii, Hrajra Maruchiana, którego oskarżył o współpracę z KGB. Z czasem pozycja skrajnych nacjonalistów wzmacniała się, a prezydent i jego otoczenie zaczęli tracić kontrolę nad sytuacją w państwie. Popularność prezydenta spadała także z powodu problemów ekonomicznych państwa i pogorszenia się sytuacji materialnej ludności Armenii. Nacjonaliści oskarżali prezydenta o nieudolność. Ter-Petrosjan tymczasem konsekwentnie opowiadał się przeciwko realizowaniu hasła budowy Wielkiej Armenii, eskalowaniu roszczeń terytorialnych wobec Azerbejdżanu i kontynuowaniu ofensywy poza obszar Górskiego Karabachu. Uważał, że polityka taka może jedynie zaszkodzić krajowi na arenie międzynarodowej.
14 czerwca 1993 odbył pierwszą oficjalną wizytę w stolicy Górskiego Karabachu Stepanakercie, by doprowadzić do usunięcia z rządu nieuznawanego państwa ormiańskich radykalnych nacjonalistów. Ich obecność w rządzie uniemożliwiała bowiem wypracowanie satysfakcjonujących dla Armenii rozwiązań dyplomatycznych konfliktu o region. Prezydent zdołał doprowadzić do ustąpienia przewodniczącego Rady Najwyższej Górskiego Karabachu dasznaka Gieorgija Petrosjana, którego zastąpił zwolennik Ter-Petrosjana Karen Baburian. Petrosjan nadal kontrolował jednak siły zbrojne Górskiego Karabachu, w rządzie pozostali zwolennicy siłowego rozwiązania, co skutecznie osłabiało starania prezydenta Armenii o zakończenie konfliktu poprzez negocjacje i podpisanie traktatu pokojowego z Azerbejdżanem, na co zresztą naciskała Rosja.
Jesienią 1997 Ter-Petrosjan opublikował artykuł Wojna czy pokój – czas się zastanowić, w którym opowiedział się za całkowitą reorientacją polityki zagranicznej swojego kraju i rozwiązaniem problemu Górskiego Karabachu w kompromisowy sposób. Sprzeciwił się ponownie żądaniom nacjonalistów, by sporne terytorium zostało anektowane przez Armenię, lub też uznane przez nią za legalnie istniejące państwo. W ocenie prezydenta silna pozycja Armenii nie była trwała i mogła ulec nagłemu pogorszeniu, jeśli sprawa Górskiego Karabachu nie zostanie uregulowana. Ter-Petrosjan postulował rozluźnienie więzi ormiańsko-rosyjskich, przyjęcie orientacji prozachodniej i poprawę relacji z Turcją. Równocześnie Górski Karabach miał otrzymać szeroką autonomię w granicach Azerbejdżanu.

### Ustąpienie z urzędu
W lutym 1998 Ter-Petrosjan musiał odejść z urzędu, pod naciskiem przeciwników kompromisowego rozwiązania konfliktu o Górski Karabach. Wydarzenie to określono jako „rewolucję pałacową” i „konstytucyjny zamach stanu”. Na urzędzie zastąpił go Robert Koczarian, zwolennik radykalnych rozwiązań w sprawie Górskiego Karabachu, jeden z przywódców politycznych samozwańczego państwa, który usztywnił stanowisko Armenii w sprawie przynależności spornego terytorium.
Po odejściu z urzędu Ter-Petrosjan odszedł z polityki i wrócił do pracy naukowej w Matenadaranie.

### Powrót do polityki
W 2008 kandydował w wyborach prezydenckich w Armenii, przegrywając z Serżem Sarkisjanem. Uzyskał 21,5% głosów (351 306 głosów).
Oskarżył zwycięzcę wyborów o ich sfałszowanie, co doprowadziło do wybuchu gwałtownych zamieszek. Obserwatorzy zagraniczni określili wybory, natychmiast po ich zakończeniu, za ogólnie demokratyczne. Twierdził także, że został osadzony w areszcie domowym i mógł jedynie nagrać apel do swoich zwolenników. Władze ormiańskie zaprzeczyły, jakoby jego wolność była ograniczania.